# 선전 지하철 7호선
선전 지하철 7호선 (시리 선)(중국어: 深圳地铁7号线（西丽线）)은 부신(布心), 톈베이(田贝), 순강(笋岗), 화창 북(华强北), 푸톈(福田) 남부, 처궁먀오(车公庙), 룽주(龙珠), 시리(西丽) 등 구역 간을 연결하고, 특구 내의 주요 거주지와 업무시설 간의 통근을 목적으로 한 근거리 노선으로, 노선색은 남색이다. 선전 지하철 7호선은 선전시 구내를 동서로 가로질러,  “V”자 형태로 잇는, 선전시궤도교통선망(深圳市轨道交通线网)의 근거리 노선이다. 총연장은 31.375 km로, 28개의 역이 있으며, 이중 1개의 미개통역과, 10개의 환승역이 있다. 전 노선과 함께 안퉈산 정차장(安托山停车场),선윈 차량기지(深云车辆段)도 각각 설치되어 있다. 전 구간은 2014년 10월 23일에 전면 착공되어, 거의 20억 위안 가량이 투자되었다. 현재, 2016년 10월 28일에 시운전 후 개통하였다.

## 연혁
- 2012년 10월 23일, 7호선이 착공되었다.[5]
- 2015년 6월 25일 16시 10분경, 선전 지하철 7호선 7304-1표 푸린-황강 간 굴착 공사 구간에서 붕괴 사고가 발생했다. 이 때 생겨난 구덩이는 직경 약 10m에, 깊이는 약 3m였다.  작업 중에 커터를 교체하는 작업을 하고 있었고, 선내 작업 인원은 모두 5명이었다. 이날 20시 30분까지, 이번 사고로 인해 1명 사망, 3명 부상, 1명이 여전히 갇혀, 구조를 기다렸다. 도로변에 누워 있던 두대의 승용차가 구덩이에 처박혀 있었으나, 차 안에는 텅 비어 있었다. 사고 직후 시·구 유관 부처들은 긴급 구조대를 구성해 응급 구조와 붕괴 터널 복구 작업을 벌였으며, 인근 건물에 대해서는 24시간 내내 검문소를 설치하고 인근 건물에 인접해 있던 푸민신춘(福民新村) 12가구에 대해 긴급 대피했다. 현장 검증 자료에 따르면 현재 주변 건물들은 별다른 모습을 보이지 않고 있다.[6]
- 2015년 8월, 7호선 전체의 {\displaystyle {\frac {1}{3}}}이 완공되었고, 2015년 12월말 이전에 전력 공급이 완료될 예정이다.[7]
- 2015년 10월 10일, 7호선 전체의 92.7%가 완성되었고, 역 미장 공사가 전개되어, 2016년 4월에 완료될 예정이다.[8]
- 2016년 10월 28일, 시리후 역~타이안 역 구간의 운행을 시작하다.
- 2024년 12월 28일, 심천대학교 리후 캠퍼스 역~시리 호 역 구간의 운행을 시작하다.

## 노선 정보
총연장：31.357 km
역 수：29
역간 최대 거리 : 2035m；역간 최소 거리 : 580m
지하구간：시리후 ~ 타이안
지상구간： 선윈 ~ 문체공원
차량：6량 A형 차량
전력공급：직류 1500 V 가공 전차선
차량 기지：선윈 차량기지(深云车辆段), 안퉈산 정차장(安托山停车场)
장기 피크 시간 편도 구간 최대 승객 유동량 : 시간당 4.11만명
투자：241억 위안

## 역 목록

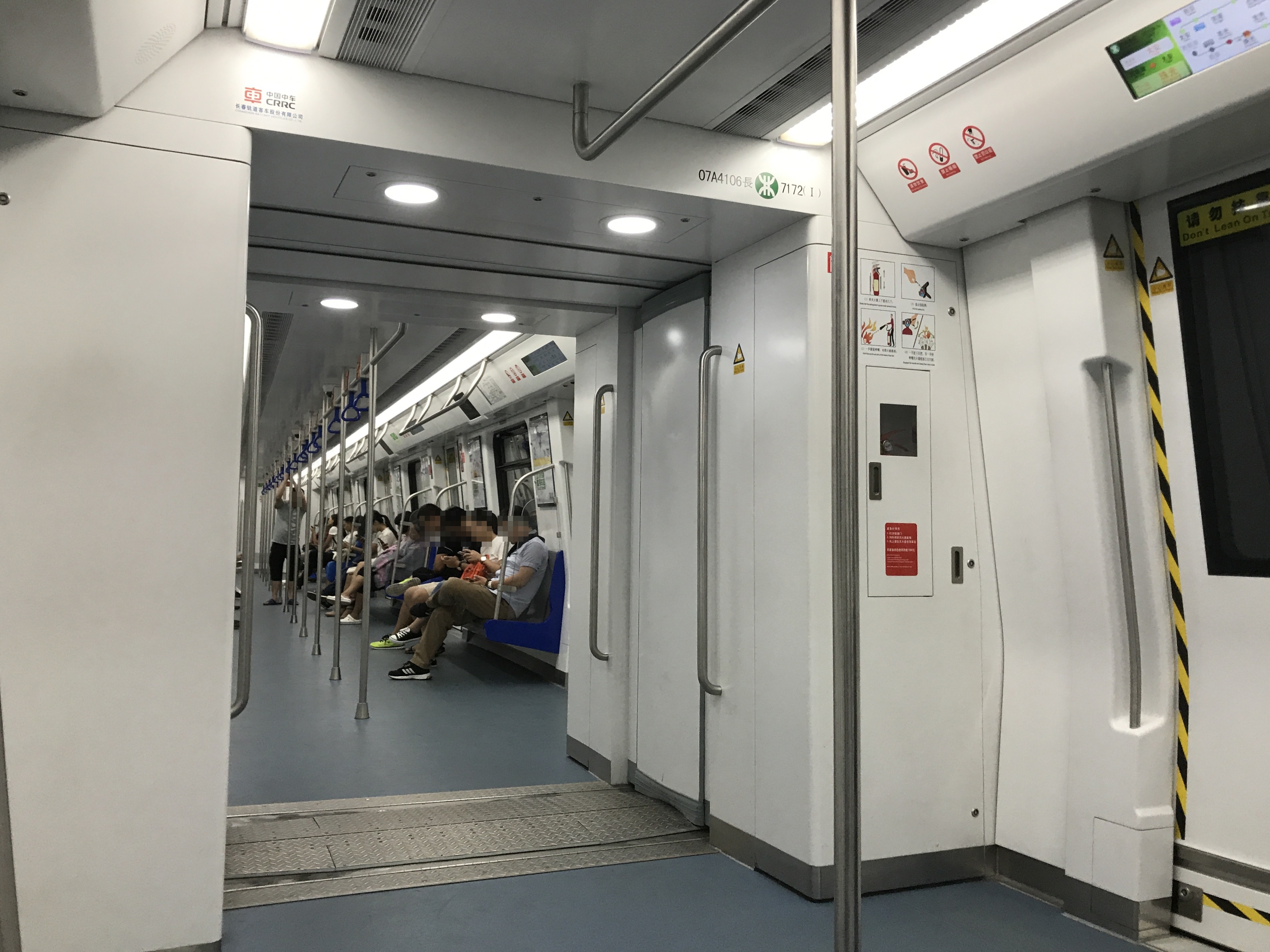
7호선 열차 내부

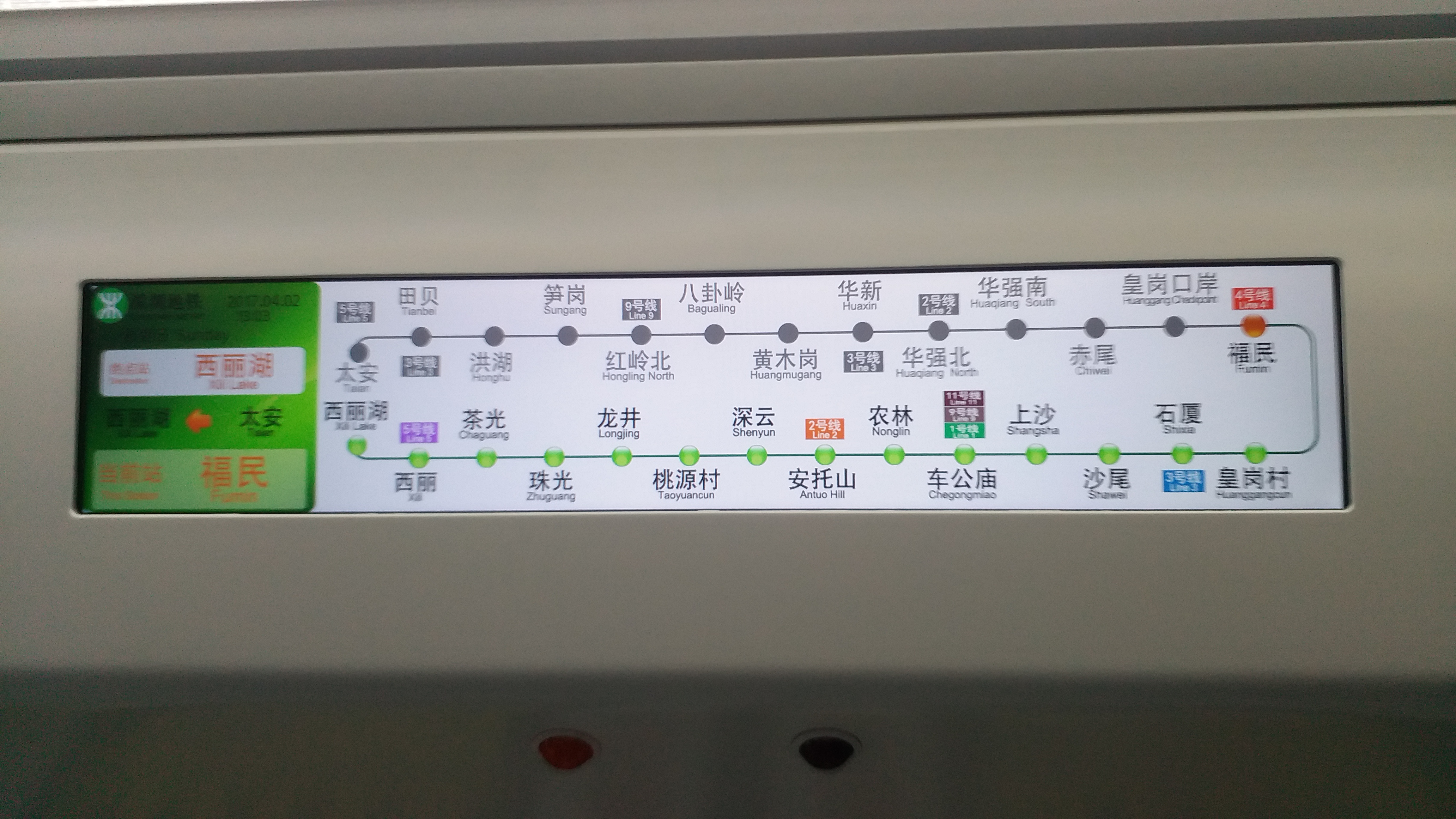
선전 지하철 창춘 궤도객차 열차 출입문 앞의 전자 노선도

| 역명(한자음)                                   | 역명(간자체) | 영문명               | 환승역                   | 위치   |
| ---------------------------------------------- | ------------ | -------------------- | ------------------------ | ------ |
| 심천대학교 리후 캠퍼스 (심전대학교 - 려호교장) | 深大丽湖     | SZU Lihu Campus      |                          | 난산구 |
| 베이징대학교 (백경대학교)                      | 北大         | Peking University    |                          | 난산구 |
| 시리호 (서려호)                                | 西丽湖       | Xili Lake            |                          | 난산구 |
| 시리 (서려)                                    | 西丽         | Xili                 | ■ 5호선                  | 난산구 |
| 차광                                           | 茶光         | Chaguang             |                          | 난산구 |
| 주광                                           | 珠光         | Zhuguang             |                          | 난산구 |
| 룽징 (용정)                                    | 龙井         | Longjing             |                          | 난산구 |
| 타오위안춘 (도원춘)                            | 桃源村       | Taoyuancun           |                          | 난산구 |
| 선윈 (심운)                                    | 深云         | Shenyun              |                          | 난산구 |
| 원티 공원 (문체 공원)                          | 文体公园     | Wenti Park           |                          | 푸텐구 |
| 안퉈산 (안텍산)                                | 安托山       | Antuo Hill           | ■ 2호선                  | 푸텐구 |
| 눙린 (눙림)                                    | 农林         | Nonglin              |                          | 푸텐구 |
| 처궁먀오 (차묘)                                | 车公庙       | Chegongmiao          | ■ 1호선 ■ 9호선 ■ 11호선 | 푸텐구 |
| 상사                                           | 上沙         | Shangsha             |                          | 푸텐구 |
| 사웨이 (사미)                                  | 沙尾         | Shawei               |                          | 푸텐구 |
| 스샤 (석하)                                    | 石厦         | Shixia               | ■ 3호선                  | 푸텐구 |
| 황강춘                                         | 皇岗村       | Huanggangcun         |                          | 푸텐구 |
| 푸민 (복민)                                    | 福民         | Fumin                | ■ 4호선 ■ 10호선         | 푸텐구 |
| 황강 통관항 (황강 포트)                        | 皇岗口岸     | Huanggang Checkpoint |                          | 푸텐구 |
| 푸린 (복린)                                    | 福邻         | Fulin                |                          | 푸텐구 |
| 츠웨이 (착미)                                  | 赤尾         | Chiwei               |                          | 푸텐구 |
| 화창 남 (화강 남)                              | 华强南       | Huaqiang South       | ■ 11호선                 | 푸텐구 |
| 화창 북 (화강 복)                              | 华强北       | Huaqiang North       | ■ 1호선 ■ 2호선          | 푸텐구 |
| 화신                                           | 华新         | Huaxin               | ■ 3호선                  | 푸텐구 |
| 황무강 (황묵강)                                | 黄木岗       | Huangmugang          | ■ 14호선                 | 푸텐구 |
| 바과링 (백과령)                                | 八卦岭       | Bagualing            | ■ 6호선                  | 푸텐구 |
| 훙링 북 (홍령 북)                              | 红岭北       | Hongling North       | ■ 9호선                  | 뤄후구 |
| 쑨강 (순강)                                    | 笋岗         | Sungang              |                          | 뤄후구 |
| 훙후 (홍호)                                    | 洪湖         | Honghu               |                          | 뤄후구 |
| 톈베이 (전배)                                  | 田贝         | Tianbei              | ■ 3호선                  | 뤄후구 |
| 타이안 (태안)                                  | 太安         | Tai'an               | ■ 5호선                  | 뤄후구 |

## 철도 차량
2014년 선전 지하철 그룹은 7호선과 9호선을 위해 창춘 궤도객차에서 70대의 열차(420량)를 구매했으며, 7호선은 41대를 사용하고 9호선은 29대를 사용한다. 1차 도입분은 2016년 3월 중순에 도착했다.

## 참고
1. ↑  푸린 역이 처음 시공 당시 주민들의 반대가 이어져서, 최종 시공방안에서 푸린 역을 미개통 역으로 남겨두었으며, 동시에 선전-홍콩 허타오(河套) 개발도 예정되어 있다.

## 같이 보기
- 선전 지하철